# Dodge Charger LX
Dodge Charger LX je vozilo na zadnji pogon, s štirimi vrati, ki je bil predstavljen Februarja 2005.
Zgrajen in setavljen v tovarni Chrysler za Severno Ameriko z oznako znamke Dodge, vozilo je nadaljevalo 
Dodge Charger linijo in zamenjalo model Dodge Intrepid - sedan. Dodge Charger ( 2006 - 2010 ) si deli LX 
platformo s Chrysler 300, novejšo 3-jo generacijo Dodge Challenger in ukinjeno linijo Dodge Magnum.

## Zgodovina
Prvi Charger je bil leta 1964 narejen po principu Dodge Polara z vgrajenim 426 Wedge V8 motorjem.
Prva linija oz. produkcija Charger-jev, ki je slonela po konceptu Dodge Coronet, pa je bila predstavljena 
kot model leta 1966.
Bili so tudi različni modeli vozil, ki so nosili ime tablice oz. imensko tablico Charger na treh različnih 
platformah in velikostih. Čeprav je ime povezano v letih 1960-ih uspešnosti modelov v Dodge liniji, je bil tudi 
uporabljen na osebnem luksuzu kupejev v poznih 1970-ih in na sprednji pogon subkompaktni kombilimuzin v 1980-ih.
Leta 1999 je Dodge predstavil nov Charger R/T konceptno vozilo. Prejel je mnogo stilskih znakov iz 1960-ih 
Charger-jev, delil si je dolg nos in zadnji del kabine, bil pa je krajši za 4,750mm ( 187 inch ), v primerjavi 
za 5,156mm ( 203 inch ) z 1966 Charger-jem. Pri teži je bil 295kg ( 650 lb ) lažji. Imel je štiri vrata, sedanov 
dizajn, medtem, ko prejšnji produtki Charger-jev so imeli dvoje vrat.

## Prva Generacija
SXT in R/T modela sta bila dostopa z AWD ( All Wheel Drive ) v začetku leta 2007. AWD sistem je bil 
pridobljen od Mercedes-Benz 4MATIC tehnologijo. Od leta 2007 do 2008, je sistem AWD vključen vseskozi 
med delovanje vozila, ukvarja se z usmerjevanjem okoli 60% moči na zadnja kolesa in 40% moči na sprednja kolesa.
2009 Charger AWD izkorišča sistem Navor-na-zahtevo ( Torque-on-Demand ), na zahtevo proizvajalca 
Borg Warner, ki izklopi prednje osi, dokler ni potreben dodatni oprijem. POsledično to pomeni, da ima rahlo 
ekonomično povečanost porabe gorive, pri čemer ohranja enako in najvišo moč na sprednjih kolesih.
Po treh letih proizvodnje, je bila narejena posodobitev za modele letnika 2009. Vključevalo je premikanje 
"CHARGER" značke od leve proti desni, kar je naredilo prostor za "DODGE" na levi strani. Zadnje luči so bile 
tudi preurejene.

## SRT8
Verzija Charger SRT8, je debitiral leta 2005 na avto sejmu v New York-u ( New York International Avto Show ).
Z 425KM Horsepower ( 317kw ), z verzijo 6.1 literškim motorjem ( 370cu in ) Hemi, ima 
tudi posodobljene Brembo zavore in posodobljena zunanja in notranja podoba vozila. Motor sprovede 569NM 
( 420ib ft ) navora. 425 konjskih moči, modernega 6.1L Hemi motorja, ga naredi še bolj močnejšega, kot legendarni 
```
Chrysler Hemi engines
 avtomobilske dobe "mišic". To je nardilo 6.1L Hemi motor 
```

najmočnejši V8 motor, ki ga je Chrysler kadarkoli vstavil v proizvodnjo vozil do te točke.